# Pilot Pen Tennis 2010
Pilot Pen Tennis 2010 — тенісний турнір, що проходив на відкритих кортах з твердим покриттям. Це був 42-й за ліком Connecticut Open. Належав до категорії 250 у рамках Туру ATP 2010, а також до категорії Premier у рамках Туру WTA 2010. Відбувся в Cullman-Heyman Tennis Center у Нью-Гейвені (США). Тривав з 23 до 28 серпня 2010 року.

### Сіяні учасники
| Гравець              | Країна                  | Рейтинг* | Посіяний |
| -------------------- | ----------------------- | -------- | -------- |
| Маркос Багдатіс      | Кіпр                    | 20       | 1        |
| Томас Беллуччі       | Бразилія                | 25       | 2        |
| Фернандо Гонсалес    | Чилі                    | 29       | 3        |
| Марді Фіш            | Сполучені Штати Америки | 36       | 4        |
| Андрій Голубєв       | Казахстан               | 38       | 5        |
| Томмі Робредо        | Іспанія                 | 39       | 6        |
| Олександр Долгополов | Україна                 | 43       | 7        |
| Флоріан Маєр         | Німеччина               | 45       | 8        |
| Сергій Стаховський   | Україна                 | 46       | 9        |
| Віктор Троїцький     | Сербія                  | 47       | 10       |
| Ксав'є Малісс        | Бельгія                 | 49       | 11       |
| Тіємо де Баккер      | Нідерланди              | 50       | 12       |
| Міхаель Беррер       | Німеччина               | 51       | 13       |
| Хуан Ігнасіо Чела    | Аргентина               | 52       | 14       |
| Денис Істомін        | Узбекистан              | 53       | 15       |
| Віктор Генеску       | Румунія                 | 54       | 16       |

- Рейтинг подано станом на 16 серпня 2010.

### Інші учасники
Нижче подано учасників, що отримали вайлд-кард на вихід в основну сітку
- Джеймс Блейк
- Тейлор Дент
- Фернандо Гонсалес
- Дональд Янг

Нижче наведено гравців, які пробились в основну сітку через стадію кваліфікації:
- Філіп Бестер
- Дастін Браун
- Теймураз Габашвілі
- Михайло Кукушкін

Гравець, що потрапив в основну сітку як щасливий лузер:
- Радек Штепанек

## Учасниці

### Сіяні учасниці
| Гравчиня           | Країна    | Рейтинг* | Посіяна |
| ------------------ | --------- | -------- | ------- |
| Каролін Возняцкі   | Данія     | 2        | 1       |
| Саманта Стосур     | Австралія | 6        | 2       |
| Франческа Ск'явоне | Італія    | 7        | 3       |
| Олена Дементьєва   | Росія     | 8        | 4       |
| Яніна Вікмаєр      | Бельгія   | 15       | 5       |
| Маріон Бартолі     | Франція   | 17       | 6       |
| Флавія Пеннетта    | Італія    | 20       | 7       |
| Надія Петрова      | Росія     | 21       | 8       |

- Рейтинг подано станом на 16 серпня 2010.

### Інші учасниці
Нижче подано учасниць, що отримали вайлд-кард на вихід в основну сітку
- Олена Дементьєва
- Надія Петрова1
- Дінара Сафіна
- Саманта Стосур
- Ана Іванович

1 Надія Петрова отримала вайлд-кард, який спочатку надали Ані Іванович, бо та знялась зі змагань через травму гомілковостопного суглобу, якої зазнала на турнірі в Цинциннаті.
Нижче наведено гравчинь, які пробились в основну сітку через стадію кваліфікації:
- Варвара Лепченко
- Бетані Маттек-Сендс
- Анастасія Родіонова
- Олена Весніна

Гравчиня, що потрапила в основну сітку як щасливий лузер:
- Домініка Цібулкова

## Переможці та фіналісти

### Чоловіки. Одиночний розряд
Сергій Стаховський —  Денис Істомін, 3–6, 6–3, 6–4.
- Для Стаховського це був 2-й титул за сезон і 4-й - за кар'єру.

### Одиночний розряд. Жінки
Каролін Возняцкі —  Надія Петрова 6–3, 3–6, 6–3.
- Для Возняцкі це був 4-й титул за сезон і 10-й - за кар'єру. Це була її третя поспіль перемога на цьому турнірі.

### Парний розряд. Чоловіки
Роберт Ліндстедт /  Горія Текеу —  Роган Бопанна /  Айсам-уль-Хак Куреші, 6–4, 7–5.

### Парний розряд. Жінки
Квета Пешке /  Катарина Среботнік —  Бетані Маттек-Сендс /  Меган Шонессі, 7–5, 6–0.